# Nouvelle loi sur la protection des données en Suisse
 (août 2023).
La mise en forme du texte ne suit pas les recommandations de Wikipédia : il faut le « wikifier ».
Les points d'amélioration suivants sont les cas les plus fréquents. Le détail des points à revoir est peut-être précisé sur la page de discussion.
- Les titres sont pré-formatés par le logiciel. Ils ne sont ni en capitales, ni en gras.
- Le texte ne doit pas être écrit en capitales (les noms de famille non plus), ni en gras, ni en italique, ni en « petit »…
- Le gras n'est utilisé que pour surligner le titre de l'article dans l'introduction, une seule fois.
- L'italique est rarement utilisé : mots en langue étrangère, titres d'œuvres, noms de bateaux, etc.
- Les citations ne sont pas en italique mais en corps de texte normal. Elles sont entourées par des guillemets français : « et ».
- Les listes à puces sont à éviter, des paragraphes rédigés étant largement préférés. Les tableaux sont à réserver à la présentation de données structurées (résultats, etc.).
- Les appels de note de bas de page (petits chiffres en exposant, introduits par l'outil «  Source ») sont à placer entre la fin de phrase et le point final[comme ça].
- Les liens internes (vers d'autres articles de Wikipédia) sont à choisir avec parcimonie. Créez des liens vers des articles approfondissant le sujet. Les termes génériques sans rapport avec le sujet sont à éviter, ainsi que les répétitions de liens vers un même terme.
- Les liens externes sont à placer uniquement dans une section « Liens externes », à la fin de l'article. Ces liens sont à choisir avec parcimonie suivant les règles définies. Si un lien sert de source à l'article, son insertion dans le texte est à faire par les notes de bas de page.
- La présentation des références doit suivre les conventions bibliographiques. Il est recommandé d'utiliser les modèles {{Ouvrage}}, {{Chapitre}}, {{Article}}, {{Lien web}} et/ou {{Bibliographie}}. Le mode d'édition visuel peut mettre en forme automatiquement les références.
- Insérer une infobox (cadre d'informations à droite) n'est pas obligatoire pour parachever la mise en page.

Pour une aide détaillée, merci de consulter Aide:Wikification.
Si vous pensez que ces points ont été résolus, vous pouvez retirer ce bandeau et améliorer la mise en forme d'un autre article.
Lire en ligne
Loi fédérale sur la protection des données (LPD) du 12 juin 1992 (état le 1er mars 2019), RS 235.1.

## À propos de la loi
À compter du 1er septembre 2023, la Suisse mettra en vigueur la « nLPD » (acronyme de « Nouvelle loi sur la protection des données » ou « Nouvelle loi fédérale sur la protection des données ») , une réglementation fraîchement actualisée concernant la confidentialité des données. Cette révision législative entraînera divers changements significatifs pour les processus commerciaux.
La loi s'applique le 1er septembre 2023 et il n'y aura pas de délai transitoire.

## Champ d'action
Toutes les entreprises qui travaillent avec des données personnelles doivent se plier à cette nouvelle réglementation. L'idée est cette actualisation est de donner plus de droits aux personnes dans le cadre de la protection de leurs données. Les entreprises sont alors obligées d'analyser la pertinence des données collectées, leur traitement et la manière dont elles sont gérées (notamment en cas de problème).

## Impact sur les entreprises
Toutes les entreprises présentes actives sur le territoire Suisse doivent travailler sur la transparence des procédures de gestion de données. Elles doivent démontrer qu'elles ne gardent que les données pertinentes et, en conséquences, que toutes les autres données - dont les données sensibles - sont supprimées dès qu'elles ne sont plus pertinentes.
La responsabilité des entreprises est maintenant transférée sur les personnes physiques, c'est-à-dire les employés mais plus souvent le chef d'entreprise. La reconnaissance d'une responsabilité personnelle dans un conflit autour de la « nLPD » peut aller jusqu'au versement d'une amende s'élevant à CHF 250.000,-.
Il est alors recommandé à chaque entreprise traitant un volume de données conséquent de faire appel à des experts. D'un côté, un conseil juridique permet de comprendre impact légal sur la situation de chaque entreprise. De l'autre, de nombreuses entreprises se doivent encore d'adapter leurs canaux de communication (ex: page de politique de confidentialité sur le site web) ainsi que les outils permettant la collecte des données (ex: formulaire d'inscription).

## Le principal changement en termes de traitement de données
Privacy by design (La notion de protection « dès la conception ») : 
Le responsable du traitement doit prendre, dès la conception du traitement, des mesures techniques et organisationnelles appropriées afin que le traitement respecte les principes relatifs à la protection des données et offre les garanties nécessaires afin de protéger les droits de la personne concernée
Cette notion, déjà consacrée en droit européen (article 25 §1 RGPD2), a été introduite dans le cadre de la révision de la loi fédérale sur la protection des données («nLPD»3; voir art. 7 al. 1 et 2 nLPD). Le Conseil National et le Conseil des Etats ont adopté la nLPD le 25. 9. 2020 et la date d'entrée en vigueur est commencé depuis 1er septembre 2023.

## Aspects éthiques
Cette loi est aussi l'occasion de se poser des questions sur le type de données collectées et si elles sont gérées de façon éthique. La notion de consentement, notamment dans le cadre de l'utilisation de données sensibles, devient central. Pour de nombreuses entreprises, c'est l'occasion de se poser des questions concrètes au niveau éthique. C'est par exemple le cas de la «décision individuelle automatisée», qui fait déjà débat en Suisse .